# Reggiana Calcio Femminile 2006-2007
Questa voce raccoglie le informazioni riguardanti l'Associazione Sportiva Dilettantistica Reggiana Calcio Femminile nelle competizioni ufficiali della stagione 2006-2007.

## Divise e sponsor
La tenuta riproponeva lo schema già utilizzato dalla Reggiana maschile, ovvero completo granata per la prima e completamente bianca, o con calzettoni granata, per la seconda. Il fornitore delle tenute era Legea.
|  | 1ª divisa |  | 2ª divisa |

## Organigramma societario
Tratto dal sito Football.it.
Area amministrativa
- Presidente: Elisabetta "Betty" Vignotto
- Segretario Generale: Lauro Canepari

Area tecnica
- Allenatore: Milena Bertolini

## Rosa
Rosa e ruoli tratti dal sito Football.it.
| N. |                   | Ruolo | Calciatrice        |
| -- | ----------------- | ----- | ------------------ |
|    | Italia (bandiera) | P     | Mimma Fazio        |
|    | Italia (bandiera) | P     | Silvia Vicenzi     |
|    | Italia (bandiera) | D     | Alessia Bonati     |
|    | Italia (bandiera) | D     | Roberta Casile     |
|    | Italia (bandiera) | D     | Carlotta Fagiolini |
|    | Italia (bandiera) | D     | Laura Neboli       |
|    | Italia (bandiera) | D     | Daniela Tavalazzi  |
|    | Italia (bandiera) | C     | Lara Barbieri      |
|    | Italia (bandiera) | C     | Veronica Brutti    |
|    | Italia (bandiera) | C     | Sara D'Alessio     |
|    | Italia (bandiera) | C     | Elisa Giugni       |

| N. |                   | Ruolo | Calciatrice         |
| -- | ----------------- | ----- | ------------------- |
|    | Italia (bandiera) | C     | Giulia Nasuti       |
|    | Italia (bandiera) | C     | Eleonora Prost      |
|    | Italia (bandiera) | C     | Katia Serra         |
|    | Italia (bandiera) | C     | Valentina Zavanelli |
|    | Italia (bandiera) | A     | Jessica Bocedi      |
|    | Italia (bandiera) | A     | Fabiana Costi       |
|    | Italia (bandiera) | A     | Valeria Davoli      |
|    | Italia (bandiera) | A     | Erika Lisi          |
|    | Italia (bandiera) | A     | Teresina Marsico    |
|    | Italia (bandiera) | A     | Daniela Sabatino    |

## Calciomercato

### Sessione estiva
| Acquisti | Acquisti          | Acquisti         | Acquisti   |
| R.       | Nome              | da               | Modalità   |
| -------- | ----------------- | ---------------- | ---------- |
| D        | Daniela Tavalazzi | Bardolino Verona | definitivo |
| C        | Veronica Brutti   | Porto Mantovano  | definitivo |
| C        | Katia Serra       | Cervia           | definitivo |
| A        | Teresina Marsico  | ACF Milan        | definitivo |
| A        | Daniela Sabatino  | Rapid Lugano     | definitivo |

| Cessioni | Cessioni        | Cessioni          | Cessioni   |
| R.       | Nome            | a                 | Modalità   |
| -------- | --------------- | ----------------- | ---------- |
| D        | Moira Placchi   | Bardolino Verona  | definitivo |
| D        | Simona Zani     |                   |            |
| A        | Vanessa Cavagni | Galileo Giovolley | definitivo |
| A        | Sara Tommasi    |                   |            |

## Risultati

### Serie A

#### Girone di andata
| Arbitro: | Michele Tussi (Cremona) |

|  |           |                                              |
|  | Marcatori | 46’ Pasqui 48’ Zorri 83’ Cantoro 92’ Fuselli |

| Arbitro: | Leonardo Bellotti (Verona) |

|  |           |          |
|  | Marcatori | 14’ Lisi |

| Arbitro: | Andrea Paolucci (Macerata) |

|                  |           |                          |
| Serra 49’ (rig.) | Marcatori | 36’ Boni 795’ Gabbiadini |

| Arbitro: | Simone Panizzi (Città di Castello) |

|  |           |                              |
|  | Marcatori | 11’ (rig.) Serra 16’ Marsico |

| Arbitro: | Fabio Bruno (Lecce) |

|  |           |                                          |
|  | Marcatori | 3’ Marsico 64’ Sabatino 90’ (rig.) Serra |

| Arbitro: | Pulli (???) |

|  |           |               |
|  | Marcatori | 45’ Ciardelli |

| Arbitro: | Andrea Dessena (Ozieri) |

|                           |           |              |
| Tona 28’ Conti 35’ (rig.) | Marcatori | 59’ Sabatino |

| Reggio nell'Emilia 9 dicembre 2006 8ª giornata | Reggiana                 | 0 – 0 referto | Fiammamonza | Stadio comunale Mirabello\| Arbitro: \| Antonio Genova (Bologna) \| |
| Arbitro:                                       | Antonio Genova (Bologna) |               |             |                                                                     |

| Arbitro: | Michele Tussi (Cremona) |

|             |           |            |
| Placchi 70’ | Marcatori | 26’ Brutti |

| Arbitro: | Andrea Capiluppi (Mantova) |

|                        |           |                                |
| Marsico 14’ Brutti 45’ | Marcatori | 17’ Mauro 44’ Brumana 47’ Gama |

| Arbitro: | Alessio Giacomozzi (Fermo) |

|              |           |                                                                    |
| Dulbecco 81’ | Marcatori | 5’, 23’ Nasuti 8’ Sabatino 44’, 77’ Costi 62’ Zavanelli 67’ Neboli |

#### Girone di ritorno
| Arbitro: | Antonio Azzinnaro (Genova) |

|              |           |                  |
| Gangheri 72’ | Marcatori | 87’ (rig.) Serra |

| Arbitro: | Lorenzo Ciardelli (Carrara) |

|           |           |                            |
| Costi 63’ | Marcatori | 9’ Scarpellini 73’ Mangili |

| Arbitro: | Massimo Pasolini (Brescia) |

|                                             |           |                                    |
| Boni 30’ (rig.), 46’ Riboldi 49’ Panico 74’ | Marcatori | 13’ Sabatino 59’ Prost 63’ Marsico |

| Reggio nell'Emilia 24 febbraio 2007 15ª giornata | Reggiana                  | 0 – 0 referto | Firenze | Stadio comunale Mirabello\| Arbitro: \| Simone Aversano (Treviso) \| |
| Arbitro:                                         | Simone Aversano (Treviso) |               |         |                                                                      |

| Arbitro: | Manuel Briganti (Milano) |

|              |           |                      |
| Sabatino 20’ | Marcatori | 21’ (rig.) Celentano |

| Arbitro: | Antonio Azzinnaro (Genova) |

|  |           |            |
|  | Marcatori | 78’ Brutti |

| Arbitro: | Paolo Cavallo (Empoli) |

|                              |           |  |
| Sabatino 3’ Marsico 35’, 80’ | Marcatori |  |

| Arbitro: | Marco Battistino (Torino) |

|             |           |           |
| Murelli 56’ | Marcatori | 28’ Serra |

| Arbitro: | Samuele Lucchesi (Lucca) |

|                                              |           |  |
| Marsico 3’, 69’ Sabatino 31’, 90’ Casile 57’ | Marcatori |  |

| Arbitro: | Luca Zanette (Conegliano) |

|  |           |                                                    |
|  | Marcatori | 26’ Costi 46’, 59’, 61’ Marsico 92’ (aut.) Stabile |

| Arbitro: | Michele Tussi (Cremona) |

|                                    |           |                  |
| Costi 36’ Sabatino 69’ Marsico 75’ | Marcatori | 42’ Tagliabracci |

### Coppa Italia

#### Primo turno
Primo turno Serie A e Serie A2, Girone 3
| Porto Mantovano 9 settembre 2006                                                            | Porto Mantovano | 0 – 6 referto                                             | Reggiana | Stadio com. S.Ten Merlino e Caduti di Nassiriya |
| \| \| \| \| \| \| Marcatori \| 8’, 26’, 36’ Marsico 41’ Barbieri 78’ Sabatino 90’ Giugni \| |                 |                                                           |          |                                                 |
|                                                                                             |                 |                                                           |          |                                                 |
|                                                                                             | Marcatori       | 8’, 26’, 36’ Marsico 41’ Barbieri 78’ Sabatino 90’ Giugni |          |                                                 |

| Reggio nell'Emilia 16 settembre 2006 | Reggiana | 8 – 1 | Trento | Stadio comunale Mirabello |

| Arbitro: | Hager (Trieste) |

|                                                     |           |  |
| Panico 14’ Gabbiadini 46’, 60’ Boni 57’, 62’ (rig.) | Marcatori |  |

| Reggio nell'Emilia 28 ottobre 2006                     | Reggiana  | 1 – 2 referto | Dinamo Ravenna | Stadio comunale Mirabello |
| \| \| \| \| \| Marsico \| Marcatori \| Ulivi Moglie \| |           |               |                |                           |
|                                                        |           |               |                |                           |
| Marsico                                                | Marcatori | Ulivi Moglie  |                |                           |

## Statistiche

### Statistiche di squadra
| Competizione | Punti | In casa | In casa | In casa | In casa | In casa | In casa | In trasferta | In trasferta | In trasferta | In trasferta | In trasferta | In trasferta | Totale | Totale | Totale | Totale | Totale | Totale | DR   |
| Competizione | Punti | G       | V       | N       | P       | Gf      | Gs      | G            | V            | N            | P            | Gf           | Gs           | G      | V      | N      | P      | Gf     | Gs     | DR   |
| ------------ | ----- | ------- | ------- | ------- | ------- | ------- | ------- | ------------ | ------------ | ------------ | ------------ | ------------ | ------------ | ------ | ------ | ------ | ------ | ------ | ------ | ---- |
| Serie A      | 33    | 11      | 3       | 3       | 5       | 16      | 14      | 11           | 6            | 3            | 2            | 26           | 10           | 22     | 9      | 6      | 7      | 42     | 24     | +18  |
| Coppa Italia | -     | 2       | 2       | 0       | 0       | 10      | 2       | 2            | 1            | 0            | 1            | 6            | 5            | 4      | 3      | 0      | 1      | 16     | 7      | +9   |
| Totale       | -     | 13      | 5       | 3       | 5       | 26      | 16      | 13           | 7            | 3            | 3            | 32           | 15           | 26     | 12     | 6      | 8      | 58     | 31     | -+27 |

### Statistiche delle giocatrici
| Giocatore    | Serie A  | Serie A | Serie A     | Serie A    | Coppa Italia | Coppa Italia | Coppa Italia | Coppa Italia | Totale   | Totale | Totale      | Totale     |
| Giocatore    | Presenze | Reti    | Ammonizioni | Espulsioni | Presenze     | Reti         | Ammonizioni  | Espulsioni   | Presenze | Reti   | Ammonizioni | Espulsioni |
| ------------ | -------- | ------- | ----------- | ---------- | ------------ | ------------ | ------------ | ------------ | -------- | ------ | ----------- | ---------- |
| L. Barbieri  | 9        | 0       | 1           | 0          | ?            | ?            | ?            | ?            | 9+       | 0+     | 1+          | 0+         |
| J. Bocedi    | 3        | 0       | 0           | 0          | ?            | ?            | ?            | ?            | 3+       | 0+     | 0+          | 0+         |
| A. Bonati    | 1        | 0       | 0           | 0          | ?            | ?            | ?            | ?            | 1+       | 0+     | 0+          | 0+         |
| V. Brutti    | 22       | 3       | 1           | 0          | ?            | ?            | ?            | ?            | 22+      | 3+     | 1+          | 0+         |
| R. Casile    | 22       | 1       | 3           | 0          | ?            | ?            | ?            | ?            | 22+      | 1+     | 3+          | 0+         |
| F. Costi     | 20       | 4       | 2           | 0          | ?            | ?            | ?            | ?            | 20+      | 4+     | 2+          | 0+         |
| S. D'Alessio | 4        | 0       | 0           | 0          | ?            | ?            | ?            | ?            | 4+       | 0+     | 0+          | 0+         |
| V. Davoli    | 13       | 0       | 1           | 0          | ?            | ?            | ?            | ?            | 13+      | 0+     | 1+          | 0+         |
| C. Fagiolini | 10       | 0       | 1           | 0          | ?            | ?            | ?            | ?            | 10+      | 0+     | 1+          | 0+         |
| M. Fazio     | 20       | -21     | 0           | 0          | ?            | ?            | ?            | ?            | 20+      | -21+   | 0+          | 0+         |
| E. Giugni    | 4        | 0       | 0           | 0          | ?            | ?            | ?            | ?            | 4+       | 0+     | 0+          | 0+         |
| E. Lisi      | 18       | 1       | 0           | 0          | ?            | ?            | ?            | ?            | 18+      | 1+     | 0+          | 0+         |
| T. Marsico   | 21       | 12      | 4           | 1          | ?            | ?            | ?            | ?            | 21+      | 12+    | 4+          | 1+         |
| G. Nasuti    | 20       | 2       | 0           | 1          | ?            | ?            | ?            | ?            | 20+      | 2+     | 0+          | 1+         |
| L. Neboli    | 20       | 1       | 5           | 1          | ?            | ?            | ?            | ?            | 20+      | 1+     | 5+          | 1+         |
| E. Prost     | 16       | 1       | 0           | 0          | ?            | ?            | ?            | ?            | 16+      | 1+     | 0+          | 0+         |
| D. Sabatino  | 22       | 10      | 0           | 0          | ?            | ?            | ?            | ?            | 22+      | 10+    | 0+          | 0+         |
| K. Serra     | 21       | 5       | 0           | 0          | ?            | ?            | ?            | ?            | 21+      | 5+     | 0+          | 0+         |
| D. Tavalazzi | 19       | 0       | 1           | 1          | ?            | ?            | ?            | ?            | 19+      | 0+     | 1+          | 1+         |
| S. Vicenzi   | 3        | -3      | 0           | 0          | ?            | ?            | ?            | ?            | 3+       | -3+    | 0+          | 0+         |
| V. Zavanelli | 6        | 1       | 1           | 0          | ?            | ?            | ?            | ?            | 6+       | 1+     | 1+          | 0+         |